# Лозы (Липецкая область)
Ло́зы — деревня Стебаевского сельсовета Липецкого района Липецкой области.
В 2 км юго-восточнее проходит шоссе Стебаево — Задонск. А в 5 км в том же направлении — Воронежское шоссе.
На 2008 год постоянное население Лоз составляет всего около 30 человек, практически все они — пенсионеры.
Прежде назывались Богоро́дицким. Под таким именем отмечаются на картах 1797 года. Исходя из названия, тогда это было село.
Нынешнее название дано по лознякам в верховье реки Репец, на которой находятся.

## Население
| 1859 | 2010 | 2012 |
| ---- | ---- | ---- |
| 450  | ↘22  | ↗23  |